# Raión de Limán (Astracán)
El raión de Limán (ruso: Лима́нский райо́н) es un distrito administrativo y municipal (raión) ruso perteneciente a la óblast de Astracán. Se ubica en la esquina suroccidental de la óblast. Su capital es Limán.
En 2021, el raión tenía una población de 28 840 habitantes. Algo menos de tres cuartas partes de los habitantes son étnicamente rusos y la décima parte son étnicamente calmucos.
El raión es limítrofe al oeste y sur con Kalmukia. Al sureste tiene una pequeña salida al mar Caspio, en la parte más occidental del delta del Volga.

## Subdivisiones
Comprende el asentamiento de tipo urbano de Limán (la capital) y los asentamientos rurales de Basý, Zenzeli, Oliá, Promyslovka y Yandyki. Estas seis entidades locales suman un total de treinta localidades.